# Heidelberger Energiegenossenschaft
Die Heidelberger Energiegenossenschaft eG (HEG) ist eine 2010 gegründete Bürgerenergiegenossenschaft mit über 1.400 Mitgliedern, die mehr als 45 Bürgersolaranlagen betreibt und an mehreren Windrädern beteiligt ist.
Seit 2013 liefert die Genossenschaft im Verbund der Bürgerwerke eG 100 % Ökostrom aus Bürgerhand an Haushalte und Unternehmen. Seit 2019 versorgt sie Menschen zudem mit BürgerÖkogas.
Als Energiegenossenschaft entwickelt sie eigene Photovoltaikanlagen und speist den Ökostrom in das Stromnetz ein. 2013 realisierte die Genossenschaft ihr erstes Mieterstromkonzept, bei dem die Mieter ihren Strom direkt bei der Genossenschaft, von ihrer hauseigenen Solaranlage, beziehen – dafür wurde die HEG 2014 mit dem Deutschen Solarpreis ausgezeichnet. Seitdem kamen weitere Mieterstrom-Projekte hinzu.
Im Herbst 2023 weihte die HEG mit dem e+KUBATOR ein neues Bürogebäude ein, in das die Genossenschaft zusammen mit anderen nachhaltigen Unternehmen einzieht. Bei dem Gebäude handelt es sich um eine sanierte US-Kaserne sowie einen Holzhybrid-Neubau im Passivhausstandard.
Im Oktober 2023 hat ein Konsortium bestehend aus der Energiegenossenschaft Starkenburg, der Bürgerenergiegenossenschaft Kraichgau, der Heidelberger Energiegenossenschaft und den Stadtwerken Heidelberg den Zuschlag zur Errichtung des Windparks Lammerskopf erhalten.

## Auszeichnungen
- 2014: Gewinn des Deutschen Solarpreis in der Kategorie „kommerzielle, industrielle oder landwirtschaftliche Betriebe/Unternehmen“[12]
- 2018: „Bürgerenergieprojekt 2018“ des BBEn e.V.[13]
- 2018: 1. Platz im Ideenwettbewerb des Baden-Württembergischen Genossenschaftsverbands (BWGV) und der EWS Schönau[14]
- 2018: Contracting-Preis Baden-Württemberg, Sonderpreis „Sanierung“[15]
- 2018 Umwelt- und Nachhaltigkeitspreis der Stadt Heidelberg, „Integrierte erneuerbare Quartiersversorgung“[16]
- 2019: Gewinn des Georg Salvamoser Preises[17]
- 2022: Umwelt- und Nachhaltigkeitspreis der Stadt Heidelberg, „Mobilitätskonzept e+KUBATOR“[18]
- 2024: Brownfield Award 2024 „e+KUBATOR – Modellprojekt als Entwicklungsumfeld für die Energie- und Verkehrswende“[19]